# Фрітаун (Айова)
Фрітаун (англ. Frytown) — переписна місцевість (CDP) в США, в окрузі Джонсон штату Айова. Населення — 193 особи (2020).

## Географія
Фрітаун розташований за координатами 41°34′19″ пн. ш. 91°43′56″ зх. д. / 41.57194° пн. ш. 91.73222° зх. д. (41.571949, -91.732134).  За даними Бюро перепису населення США в 2010 році переписна місцевість мала площу 2,10 км², уся площа — суходіл.

## Демографія
Згідно з переписом 2010 року, у переписній місцевості мешкало 165 осіб у 65 домогосподарствах у складі 49 родин. Густота населення становила 79 осіб/км².  Було 68 помешкань (32/км²).
Расовий склад населення:
| - 97,0 % — білих |

До двох чи більше рас належало 3,0 %. Частка іспаномовних становила 2,4 % від усіх жителів.
За віковим діапазоном населення розподілялося таким чином: 24,8 % — особи молодші 18 років, 57,0 % — особи у віці 18—64 років, 18,2 % — особи у віці 65 років та старші. Медіана віку мешканця становила 44,8 року. На 100 осіб жіночої статі у переписній місцевості припадало 91,9 чоловіків;  на 100 жінок у віці від 18 років та старших — 93,8 чоловіків також старших 18 років.
Цивільне працевлаштоване населення становило 48 осіб. Основні галузі зайнятості: виробництво — 33,3 %, мистецтво, розваги та відпочинок — 33,3 %, освіта, охорона здоров'я та соціальна допомога — 33,3 %.